# North Kawartha (Ontario)
North Kawartha – gmina (ang. township) w Kanadzie, w prowincji Ontario, w hrabstwie Peterborough.
Powierzchnia North Kawartha to 765,03 km².
Według danych spisu powszechnego z roku 2001 North Kawartha liczy 2144 mieszkańców (2,80 os./km²).

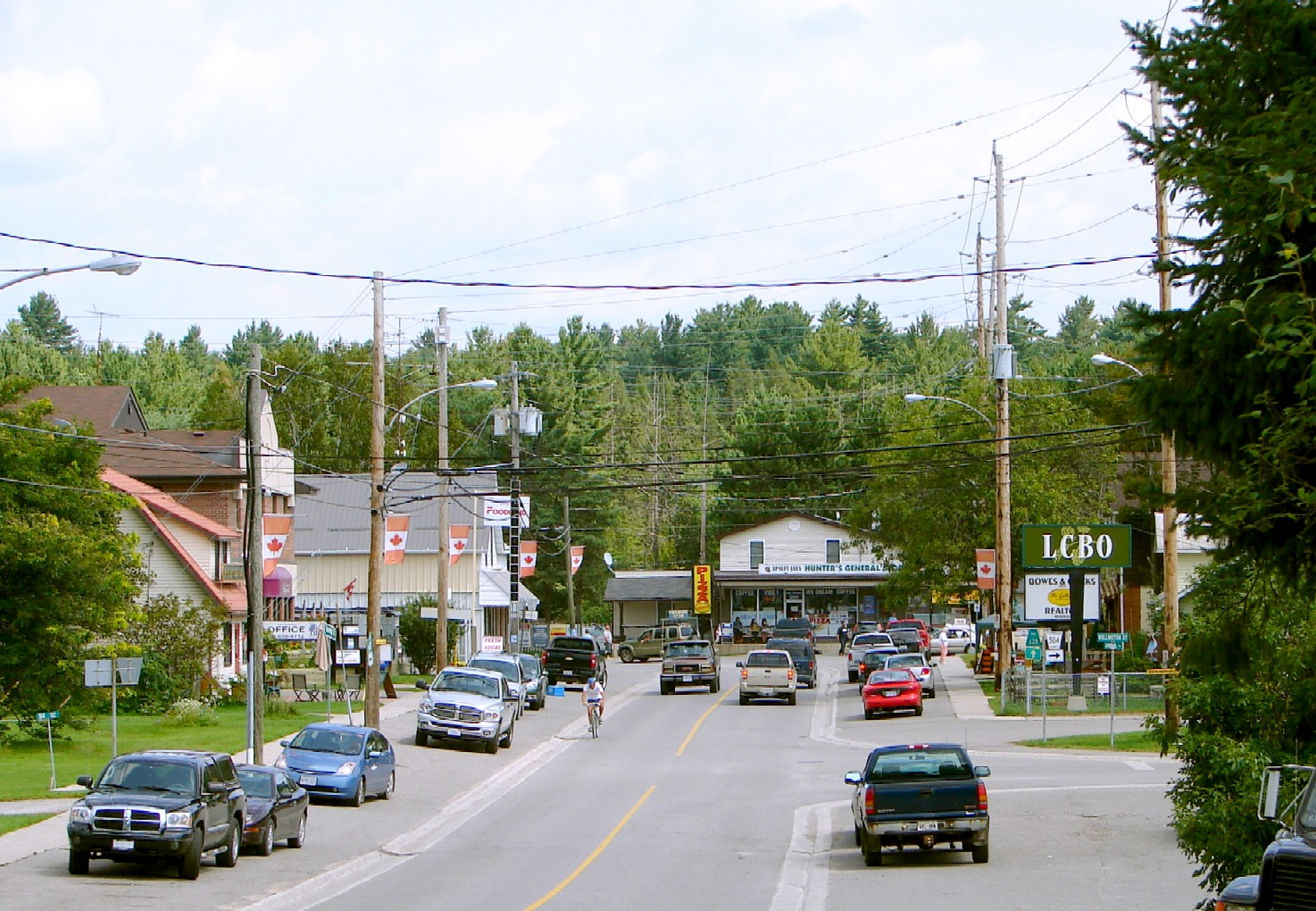
Apsley